# Fango sulle stelle
Fango sulle stelle (Wild River) è un film del 1960 diretto e prodotto da Elia Kazan come omaggio allo spirito del New Deal, in cui il regista si era formato.

## Trama
L'ingegnere Chuck Glover, che lavora alla costruzione di una diga sul fiume Tennessee, è incaricato di acquistare o, se necessario, espropriare i terreni che verranno sommersi dalla nuova costruzione. L'uomo incontra l'unica opposizione da parte di Ella Garth, un'anziana che vive su un'isoletta insieme ai figli e alla giovane nipote Carol e che rifiuta di cedere la terra su cui ha trascorso tutta la vita e dove è sepolto il marito. Carol, già madre e vedova, s'innamora dell'ingegnere benché fidanzata e si schiera dalla sua parte, capendo come la lotta di sua nonna contro il progresso sia vana. Altri problemi per Chuck sorgono quando decide di dare agli operai neri la stessa paga dei colleghi bianchi, suscitando così la reazione dei razzisti locali, dai quali verrà ripetutamente malmenato. Nonostante la simpatia umana che prova per la signora Garth, Chuck esegue il suo compito: l'isolotto viene espropriato e la donna, abbandonata anche dai figli, è trasferita con la forza in una nuova casa. Lo stesso giorno in cui Chuck e Carol, appena sposati, lasciano in aereo il Tennessee, giunge loro la notizia della morte di Ella.

## Accoglienza
Il film, presentato al Festival di Berlino, non ebbe successo di pubblico alla sua uscita, forse a causa della tematica ecologista in anticipo sui tempi.

## Riconoscimenti
Nel 2002 è stato inserito nella lista dei film conservati dal National Film Registry presso la Biblioteca del Congresso.

## Cast
L'attore Bruce Dern esordì nella parte di Jack Roper.